# Tanzim Hasan Sakib
Tanzim Hasan Sakib (bengalisch তানজিম হাসান সাকিব; * 20. Oktober 2002 in Sylhet, Bangladesch) ist ein bangladeschischer Cricketspieler, der seit 2015 für die bangladeschische Nationalmannschaft spielt.

## Kindheit und Ausbildung
Hasan Sakib war Teil des bangladeschischen Teams bei der ICC U19-Cricket-Weltmeisterschaft 2020, die sich den Weltmeistertitel sichern konnte.

## Aktive Karriere
Hasan Sakib gab sein Debüt in der Nationalmannschaft beim Asia Cup 2023 gegen Indien, nachdem er nach der Verletzung von Ebadot Hossain nachnominiert wurde. Daraufhin wurden mehrere als misogyn eingestufte Social-Media-Posts von ihm bekannt, für die er sich entschuldigte, und die eine Untersuchung des bangladeschischen Verbandes auslösten. In der Folge wurde er für den Cricket World Cup 2023 nominiert.